# 波蘇希夫 (特諾皮爾州)
49°24′35″N 24°57′9″E / 49.40972°N 24.95250°E
波蘇希夫（烏克蘭語：Посухів）是位於烏克蘭西部的村莊，由特諾皮爾州特諾皮爾區的貝雷扎尼市鎮負責管轄。該村始建於1438年，面積1.09平方公里，海拔高度300米，2014年人口608，人口密度每平方公里600人。